# Li Xianhui
Pour les articles homonymes, voir Yongtai.
Li Xianhui (chinois : 李仙蕙 ; pinyin : lǐ xiānhuì), nom de naissance (秾辉 / 穠輝, nónghuī également connue sous le nom de princesse Yongtai (永泰公主, Yǒngtài gōngzhǔ), née en 685, décédée le 9 octobre 701, est une princesse de la dynastie Tang, de Chine, fille de l'empereur Tang Zhongzong, dont la tombe, proche de Chang'an (actuelle Xi'an), dans l'ensemble du mausolée de Qianling, est restée bien conservée.	

## Annexe